# Ley de cambio climático y transición energética
La Ley 7/2021, de 20 de mayo, de cambio climático y transición energética más conocida como Ley del cambio climático, es una ley aprobada en España en mayo de 2021 que tiene por objeto asegurar el cumplimiento por parte de esta nación de los objetivos del Acuerdo de París.

## Medidas principales
Algunas de las medidas contempladas en esta ley son:
- Se prohíbe otorgar nuevas autorizaciones de exploración, permisos de investigación y concesiones de explotación de hidrocarburos en todo el territorio nacional. Tampoco se otorgarán nuevos permisos vinculados a recursos extraídos por sus propiedades radiactivas, fisionables o fértiles, como es el caso del uranio. Además, quedan vetadas nuevas autorizaciones a proyectos de producción de carbón a nivel nacional, y supone el fin del fracking –técnica de la fractura hidráulica–.[4]

- No más tarde del año 2040 todos los coches nuevos deberán ser cero emisiones. Es decir, a partir de ese año no se podrán vender turismos y vehículos comerciales ligeros nuevos (no destinados a usos comerciales) que emitan CO₂, principal gas de efecto invernadero que contribuye al calentamiento global de la atmósfera. El objetivo es tener en 2050 un parque de turismos y vehículos comerciales ligeros sin emisiones directas de CO₂.[4]

- Se obliga a los municipios de más de 50.000 habitantes a establecer zonas de bajas emisiones, al estilo de Madrid Central, antes de 2023, para rebajar la contaminación del aire. Son 149 localidades que suman más de 25 millones de personas.[5]

- Se obliga a las gasolineras a que instalen puntos de recarga de coches eléctricos. A partir de 2023, todos los edificios que no estén destinados a uso residencial y con más de 20 plazas de aparcamiento deberán contar con infraestructuras de recarga.[4]

## Aprobación
La ley fue aprobada definitivamente en el Congreso de los Diputados el 13 de mayo de 2021. El texto obtuvo el apoyo de todos los grupos excepto el de Vox, que votó en contra, y del PP y Más País-Verdes Equo, que se abstuvieron.

## Críticas
Algunos expertos en la materia han criticado la poca ambición de la ley y su riesgo de "nacer vieja". Greenpeace considera que los objetivos son insuficientes para luchar de forma decidida contra la emergencia climática.